# Каменная Слобода (переулок)
Переу́лок Ка́менная Слобода́ (до 1922 года — Ма́лый Толсто́вский переу́лок, в 1922—1965 годах — Ре́щиков переу́лок, в 1965—1993 годах — переу́лок Воево́дина) — переулок в районе Арбат Центрального административного округа города Москвы. Проходит южнее Нового Арбата от Трубниковского переулка (Спасопесковская площадь) до Смоленской площади (Садовое кольцо). К переулку с севера примыкает Малый Каковинский переулок, с юга — Спасопесковский переулок.

## Происхождение названия
Действующее название присвоено решение Президиума Моссовета № 31 от 13 мая 1993 года в память об одной из трёх Каменных слобод Москвы (см. также улица Большие Каменщики, Каменнослободский переулок). Прежние названия — Малый Толстовский, Рещиков — даны по фамилиям домовладельцев. С 1965 по 1993 год носил название переулок Воеводина — в честь советского государственного деятеля П. И. Воеводина, жившего неподалёку.

## Примечательные здания и сооружения
По нечётной стороне:
- № 5 — посольство Сингапура

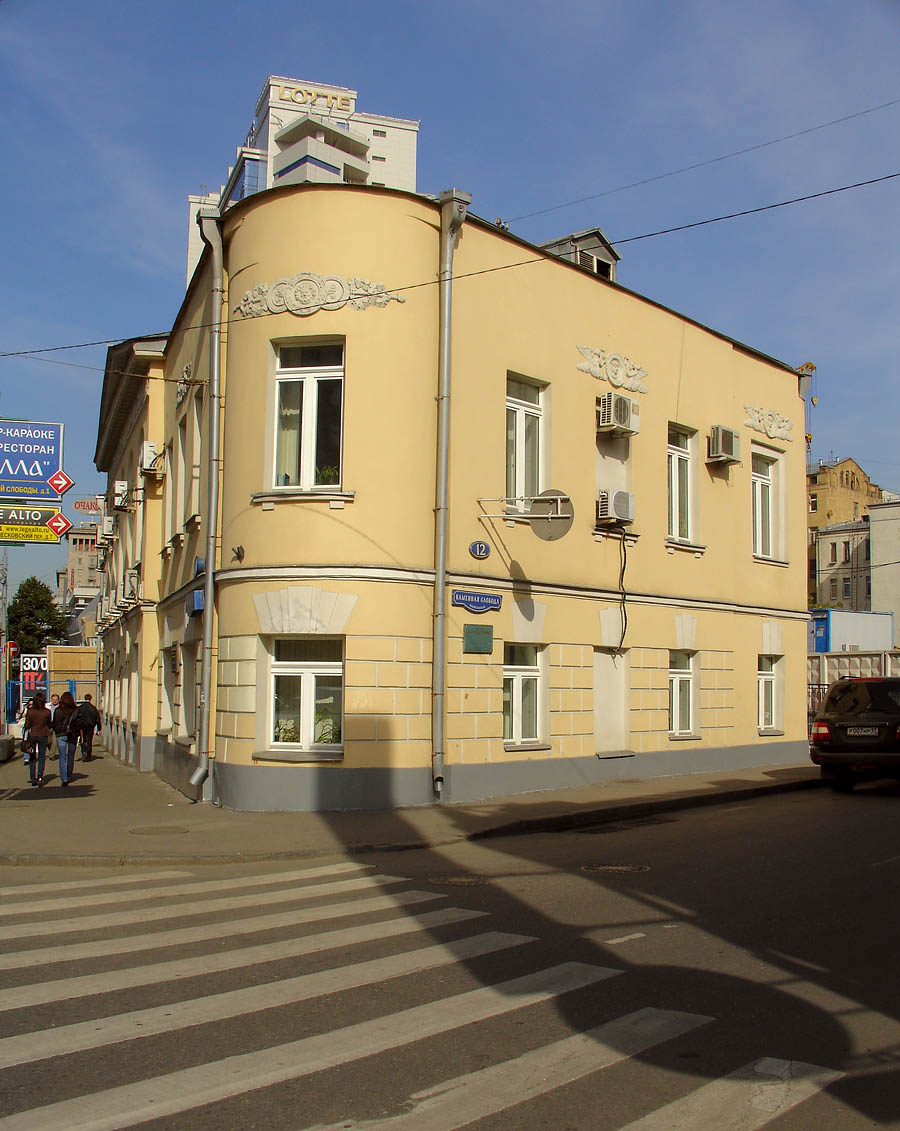
№ 12/8 на углу Садового кольца, окружённый с двух сторон стройплощадками

- № 13/6/15 (Смоленская площадь, 6) — дом XIX века с лавками

По чётной стороне:
- № 2/1 — три дома XIX века, принадлежавших Спасопесковскому храму:

трёхэтажный, 1906, арх. М. Д. Холмогоров
одноэтажный, 1836
пятиэтажный, 1899, арх. В. П. Гаврилов (выстроен трёхэтажным, надстроен в 1905). В доме жила балерина Софья Головкина.
В этом доме многие годы прожили один из основоположников советской ракетной техники Гайдуков, Лев Михайлович и его жена, Народная артистка СССР, директор Московской академии хореографии Головкина, Софья Николаевна.
- № 4 — педагогический колледж № 9
- № 6/2 — Доходный дом И. И. Егорова (1904, архитектор П. Н. Курбатов) — пятиэтажный угловой дом в стиле рационального модерна, облицованный кабанчиком. Надстроен в 1909 году архитектором О. О. Шишковским.
- № 8/1 — собственный доходный дом архитектора Г. К. Олтаржевского; здесь в 1910—1912 жил А. Н. Скрябин
- № 10 — разрушен, ведутся строительные работы
- № 12/8 (Смоленская площадь, 8/12) — двухэтажный ампирный дом начала XIX века[4]

## Транспорт
- Станция метро «Смоленская» (200 м)